# Metamora (Michigan)
Pour les articles homonymes, voir Metamora.
Metamora est un village du comté de Lapeer, dans l'État du Michigan, aux États-Unis. En 2020, il comptait une population de 594 habitants.